# L'infinito viaggiare
L'infinito viaggiare è un saggio dello scrittore italiano Claudio Magris, pubblicato nel 2005.

## Trama
Il saggio di Claudio Magris, pubblicato nel 2005, è una raccolta di brevi appunti di viaggio, memorie dell’autore vissute nel periodo tra il 1981 ed il 2004.
L’autore riflette sul senso del ‘viaggiare’ ribaltando il concetto di viaggio percepito come “fuga” dalla realtà, ma suggerendo invece il viaggio inteso come atto di esistenza stesso: il viaggio dell’autore, è un viaggio utopico ed esistenziale, come lo scrivere, che conduce se stesso ed il lettore ad incontrare il mondo, per scontrarsi al contempo con esso. Viaggiare esprime dunque una condizione esistenziale di ‘indefinito’ proprio perché atto senza tempo, direzione e spazio, ovvero metafora stessa dell’Universo.
L’autore in questa raccolta, instaura un dialogo interno con se stesso, riflettendo sulle esperienze intercorse a cavallo di un ventennio, che lo hanno portato alla propria conoscenza personale, dove i luoghi, le persone, le culture, raccontate attraverso lo stile di un reportage, diventano la sua geografia interiore.

## Edizioni
L'infinito viaggiare, Milano, Claudio Magris Mondadori, 2005. ISBN 88-04-54739-1.